# Чикагская товарная биржа
Чикагская товарная биржа (англ. Chicago Mercantile Exchange) — одна из крупнейших и наиболее диверсифицированная товарно-сырьевая биржа мира. Располагается в Чикаго, США.

## История биржи

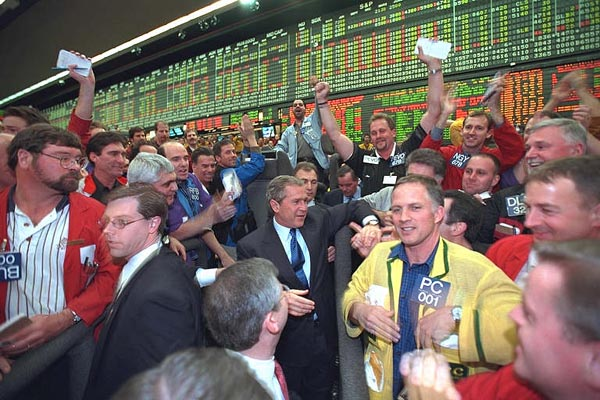
Президент Буш на Чикагской товарной бирже

- 1874 — год основания биржи. Первоначально называлась The Chicago Butter and Egg Board (Чикагская масляная и яичная палата). Её члены торговали фьючерсными контрактами на сельскохозяйственные продукты, такие как яйца и масло[1].
- 1960-е — впервые в мире здесь стали торговать фьючерсами на мороженую свинину и живой крупный рогатый скот.
- 1970-е — на бирже начала функционировать торговля фьючерсами на мировые валюты.
- 1982 — успешно была введена торговля фьючерсом на наиболее известный американский индекс S&P 500.
- 1992 — на CME создали первую глобальную электронную торговую платформу — Globex, торги на которой проходят круглосуточно с часовым перерывом, 5 дней в неделю. На Globex представлены наиболее популярные контракты, торгуемые на CME. По многим товарам введены электронные мини контракты (e-mini) — по сути то же самое, что и обычные, но с меньшим номиналом. Это дало возможность торговать на бирже с гораздо меньшими первоначальными инвестициями.

Сегодня объём торгов на CME составляет 524,2 млн контрактов и 326,7 млн на Globex. К наиболее известным инструментам, торгуемым на CME, относятся:
- Фьючерсы на валюты — евро, мини-евро, британский фунт, японскую иену;
- Индексы — S&P 500, NASDAQ-100 и мини-контракты на них;
- Процентные ставки;
- Товарные фьючерсы на свинину, крупный рогатый скот, древесину.